# Heyhouses
Heyhouses var en civil parish från 1858 till 1904 då den blev en del av Sabden, i grevskapet Lancashire, i England. Civil parish var belägen 8 km från Burnley och hade 23 invånare år 1901.